# Michael Müller (Theologe, 1639)

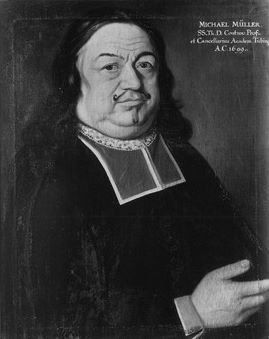
Michael Müller auf einem Ölgemälde in der Tübinger Professorengalerie

Michael Müller (* 17. Oktober 1639 in Kempten; † 26. März 1702 in Tübingen) war ein deutscher evangelischer Theologe sowie Präses, Professor, Kanzler, Rektor und Prorektor an der Universität Tübingen.

## Leben
Michael Müller war Präses an der Universität Tübingen, Repetent im fürstlichen Stipendium, 1662 Diakon in Göppingen, 1665 Diakon in Stuttgart, 1676 Spezialsuperintendent und Stadtpfarrer in Göppingen, 1682 Stadtpfarrer in Tübingen. 1683 wurde er zum Dr. theol. promoviert und wurde 1682 Dritter sowie 1698/99 Erster ordentlicher Professor der Theologie in Tübingen. Von 1699 bis 1702 war er Kanzler der Universität Tübingen. Er ist der Schwiegervater des Johann Christoph Gerlach. 1684, 1689, 1694 und 1698/99 war er Rektor sowie 1689/90 Prorektor der Universität Tübingen. Sein 1699 gemaltes Porträt hängt in der Tübinger Professorengalerie.
Johann Eberhard Rösler, Philosophieprofessor und Rektor der Universität Tübingen, war sein Enkel.